# 추산로
추산로(Chusan-ro)는 경상북도 문경시 산양면 진정삼거리에서 문경시 산양면 봉정사거리를 잇는 도로이다.

## 주요 경유지
경상북도
- 문경시 (산양면)

## 노선 경로
| 이름       | 접속 노선              | 경유지 | 경유지 | 비고 |
| ---------- | ---------------------- | ------ | ------ | ---- |
| 진정삼거리 | 국도 제34호선 (경서로) | 문경시 | 산양면 |      |
| 봉정교     |                        | 문경시 | 산양면 |      |
| 봉정삼거리 | 국도 제59호선 (금천로) | 문경시 | 산양면 |      |